# Samuel Hemming
Samuel Hemming, född 24 december 1868 i Bromsgrove, Worcestershire, England, död 12 april 1928, var en engelsk sjöman. Hemming var en överlevare från RMS Titanics förlisning 1912. Ombord på Titanic hade han tjänst som lampskötare och hade hand om belysning av olika slag.
Han var inte i tjänst då Titanic den 14 april kolliderade med ett isberg. Han vaknade av kollisionen och kunde först inte se något utöver det vanliga. Han kunde dock höra genom en ventil i fören att vatten kom in, vilket han rapporterade till överstyrman Wilde. En besättningsman talade strax därefter om för honom att konstruktören Thomas Andrews konstaterat att Titanic var på väg att förlisa. Hemming hjälpte sedan till med att förbereda livbåtar på båtdäcket, samt förse de som fortfarande inte sjösatts med oljelampor. Det sista han gjorde på fartyget var att hjälpa till att lossa de två hopfällbara livbåtar som fanns på taket till officershytterna. Han såg även kapten Smith på bryggan och sade att denne beordrat en folkmassa över till styrbordssidan för att stabilisera Titanic.
Sedan det inte fanns mer att göra ombord hoppade han i havet. Han simmade enligt egen utsago sedan ungefär 200 yards utan livbälte i det iskalla havet och nådde fram till livbåt nummer 4. Han halades ombord, och livbåten kom att plocka upp ytterligare några simmare varav två snart avled. Hans livbåt tog sig senare tillsammans med nummer 12 fram till den upp och nedvända livbåt B. Hemming trodde först han sett ett antal män stå på ett isflak, men såg när de närmade sig att de stod på kölen till en livbåt. Hemmings livbåt blev bland de sista att nå det undsättande fartyget RMS Carpathia.
Hemming kom att vittna i de amerikanska och brittiska förhör som hölls efter katastrofen. Han avled i cancer 1928.